# ديريك ريوردان
ديريك ريوردان (بالإنجليزية: Derek Riordan)‏ (16 يناير 1983 إدنبرة المملكة المتحدة - ) هو لاعب كرة قدم بريطاني، يلعب كمهاجم.

## وصلات خارجية
ديريك ريوردان على موقع الاتحاد الإسكتلندي (الإنجليزية)
- ديريك ريوردان على موقع قاعدة بيانات كرة القدم.إي يو (الإنجليزية)
- ديريك ريوردان على موقع ناشيونال فوتبول تيمز (الإنجليزية)
- ديريك ريوردان على موقع Soccerbase.com (لاعب) (الإنجليزية)
- ديريك ريوردان على موقع Soccerway.com (الإنجليزية)
- ديريك ريوردان على موقع عالم كرة القدم.نت (الإنجليزية)